# Erec et Enide
Érec et Énide (Erec et Enide in de oorspronkelijke spelling) is de eerste Arthurroman van Chrétien de Troyes, geschreven in de periode 1160-1170. 
Het is een werk in Oudfrans dat 7000 verzen telt en ons is overgeleverd in zeven verschillende handschriften en nog enkele fragmenten. De auteur ontleent een deel van zijn inspiratie aan de verhalen over koning Arthur (vermeld in de Historia Regum Britanniae), en heel waarschijnlijk ook aan het epos over Geraint, een van de ridders van de Ronde Tafel. 
Erec en Enide is een van de eerste hoofse romances. Oorspronkelijk werd het Le Conte d'Erec, het verhaal van Erec, genoemd.

## Verhaal
Het verhaal begint met Erec, die koningin Guinevere vergezelt tijdens een door koning Arthur georganiseerde jacht op een wit hert. Onderweg botst hij op een brutale ridder, die hem onfatsoenlijk behandelt. Erec volgt hem om genoegdoening te eisen. In de stad ontmoet hij Enide, wordt verliefd en trouwt met haar na het verslaan van zijn rivaal. Erec blijft dan een jaar bij zijn vrouw. In die tijd voert hij geen oorlogen meer, waardoor de andere ridders over hem beginnen kwaad te spreken. Erec verwijt zichzelf ook zijn onridderlijke houding. Hij besluit om samen met zijn vrouw op avontuur te trekken, maar laat haar beloven hem niet meer aan te spreken. Enide schendt echter herhaaldelijk deze belofte om haar man te redden, eerst van bandieten, dan van een graaf die haar voor zichzelf zou willen. Erec gaat dan ook nog eens de confrontatie aan met twee reuzen, en nadat Enide een tweede maal de avances van een andere graaf afwijst terwijl de held voor dood ligt, zal het paar zich uiteindelijk terug verzoenen. In een laatste beproeving, "La Joie de la cour", de vreugde van het hof, verslaat Erec een ridder die vanwege een belofte aan zijn vrouw veroordeeld is om te vechten met elke bezoeker die een prachtige tuin binnentreedt. Na de dood van Erecs vader eindigt het verhaal met de kroning van beide echtgenoten door koning Arthur zelf.

## Nederlandse vertalingen
- Erec en Enide. Een roman van Chretien de Troyes, vertaald door René E.V. Stuip, 2001, ISBN 9789065506504